# Sabine Busch
Sabine Busch (Erfurt, 21 de novembro de 1962) é uma ex-atleta da Alemanha Oriental, campeã mundial e recordista mundial dos 400 metros com barreiras. Também velocista dos 400 metros rasos, ela foi por duas vezes campeã mundial desta distância integrando o revezamento 4x400 metros alemão-oriental nos campeonatos mundiais de Helsinque 1983 e Roma 1987.
Seu primeiro resultado internacional expressivo foi no Campeonato Europeu de Atletismo de 1982 quando conquistou o ouro no revezamento 4x400 m. No ano seguinte, no Mundial de Helsinque 1983, depois de um quinto lugar nos 400 m ela se tornou campeã mundial integrando novamente o revezamento 4x400 m junto com  Gesine Walther, Dagmar Neubauer e Marita Koch. Em junho de 1984 ela correu o melhor tempo da carreira para os 400 metros – 49.24 – mas foi impedida de participar dos Jogos de Los Angeles 1984 após o boicote do bloco comunista, em retorno ao boicote anterior feito pelos norte-americanos e seus aliados ocidentais aos Jogos de Moscou 1980.
Com o insucesso nos 400 metros individuais no Mundial de Helsinque, Busch trocou de modalidade passando a disputar os 400 m c/ barreiras, no qual teve sucesso imediato. Em 1985 ela venceu a Copa da Europa em Moscou e em setembro daquele ano estabeleceu novo recorde mundial para a prova, com a marca de 53s55, em Berlim. No ano seguinte ela conquistou a medalha de prata nos 400 m c/ barreiras do Campeonato Europeu de Atletismo, em  Stuttgart, perdendo para a soviética Marina Stepanova, que nesta mesma prova quebrou seu recorde mundial.
O auge de sua carreira veio no ano de 1987, que iniciou ganhando, em março, o título mundial em pista coberta dos 400 m em Indianápolis, nos Estados Unidos, no primeiro Campeonato Mundial de Atletismo Indoor disputado.  No Campeonato Mundial de Roma, na Itália, em agosto daquele ano, Busch ganhou duas medalhas de ouro, conquistando a vitória nos 400 m c/ barreiras e como integrante do vitorioso revezamento 4x400 metros da Alemanha Oriental. No ano seguinte, nos Jogos de Seul 1988, ela ficou em quarto lugar nas barreiras mas ganhou uma medalha de bronze no revezamento 4x400 metros, sua única medalha olímpica.
Sabine Busch tem até hoje o recorde nacional alemão para os 400 m c/ barreiras – 53s24 – conseguido em 1987, mais de trinta anos atrás. Nos 400 metros, ela tem o segundo melhor tempo alemão – 49s24 – atrás apenas da multicampeã olímpica e mundial da antiga Alemanha Oriental, Marita Koch.